# Johan Clemens Tode
Johan(n) Clemens Tode,  född den 24 juni 1736 nära Hamburg, död den 16 mars 1806 i Köpenhamn, var en dansk läkare och författare.
Tode, som i Tönder utbildades till kirurg, verkade sedan 1757 som sådan i Köpenhamn och blev 1763 "resekirurg" vid hovet. Efter en utrikes resa 1765–1768 tog han medicinsk examen och doktorsgrad, blev 1771 hovmedikus och 1774 docent vid Köpenhamns universitet samt var professor 1797–1805. Han grundade 1787 Danmarks första skola för flickor, J.Cl. Todes Døtreskole.
Tode var framstående lärare och på samma gång mycket flitig, mångsidig författare såväl på tyska som på danska. Han författade inte bara en mängd medicinska uppsatser, utan sökte även ivrigt i sina så kallade "Sundhedstidender" (sedan 1778) sprida kunskap om sjukdomar och hygien samt utgav en rad veckoblad av blandat innehåll med moraliserande och satiriska artiklar efter engelskt mönster. 
Som humorist visar han sig även i flera skådespel, varav Søofficererne (1782) gjorde mycken lycka, i romanen Kjærligheds nytte (1791–1792), den första danska originalromanen, och i muntra visor. Han deltog i stiftandet av Det medicinske Selskab (1772), Selskabet for Borgerdyd (1785) och Selskabet for Efterslægten (1786). Todes Poetiske skrifter utkom i 2 band 1793–1797 och hans Prosaiske skrifter i 6 band 1793–1805, ett urval i 2 band 1834.